# Alej vzdechů (Plasy)
Alej vzdechů je stromořadí 168 lip v jihovýchodní části údolní nivy v Plasích (okres Plzeň-sever) zařazené mezi památné stromy. Je tvořeno lípou malolistou (Tilia cordata) a lipou velkolistou (Tilia platyphyllos) o průměrném věku 300 let, obvodem kmene od 240 až po 520 cm a výškou 24–29 m (měření 1986). Alej byla vyhlášena za památnou v roce 1987 pro svůj vzrůst a jako krajinná dominanta.
Při povodni na řece Střele v roce 1872 bylo několik lip vyvráceno.

## Stromy v okolí
- Kongresovka